# Synagogue de Delme
La synagogue de Delme (ou centre d'art contemporain de Delme) est une synagogue située sur la commune de Delme dans le département de la Moselle en Lorraine, elle a été construite entre 1878 et 1880. La synagogue profane, située 31 rue Raymond-Poincaré, est inscrite au titre des monuments historiques par arrêté du 8 octobre 1984. Elle est aujourd'hui utilisée pour des expositions. 

## Historique
La moitié des coûts de construction a été financée par la communauté juive et l'autre moitié par le conseil d'arrondissement de Lorraine et la communauté politique de Delme respectivement. La synagogue de style mauresque a un dôme central, qui était entouré de tous côtés par des semi-dômes. Les fenêtres relativement petites donnaient peu de lumière à l'intérieur.
Les forces d'occupation allemandes pendant la Seconde Guerre mondiale ont fait sauter le bâtiment de la synagogue. En 1946, la synagogue a été reconstruite sous une forme simple. La synagogue n'ayant plus accueilli de services depuis 1981, elle a été achetée et rénovée par la paroisse de Delme.

## Centre d'art contemporain
Le lieu est aussi un centre d'art contemporain labellisé Centre d'art contemporain d'intérêt national, qui invite de nombreux artistes à produire des œuvres dans l'espace de l'ancienne synagogue, édifice de style oriental. Des artistes tels que Daniel Buren, Ann Veronica Janssens, Jean-Marc Bustamante, François Morellet, Tadashi Kawamata, ou plus récemment Stéphane Dafflon, Delphine Coindet, Jeppe Hein, Jugnet et Clairet, Peter Downsbrough, Katinka Bock, Julien Prévieux, Gianni Motti, ou Yona Friedman s'y sont succédé au fil des ans.